# L'Espion de Dieu
Pour les articles homonymes, voir Bonhoeffer (homonymie).
Pour plus de détails, voir Fiche technique et Distribution.
L'Espion de Dieu (Bonhoeffer: Pastor. Spy. Assassin.) est un film belgo-irlandais réalisé par Todd Komarnicki et sorti en 2024. Il s'agit d'un film biographique sur Dietrich Bonhoeffer.

## Synopsis
Dans les années 1940 à Berlin, Dietrich Bonhoeffer, pasteur luthérien et théologien, participe à la résistance allemande au nazisme.

## Fiche technique
Sauf indication contraire, les informations mentionnées dans cette section peuvent être confirmées par la base de données cinématographiques IMDb,  présente dans la section « Liens externes ».
- Titre original : Bonhoeffer: Pastor. Spy. Assassin.
- Titre français : L'Espion de Dieu
- Titre de travail : God's Spy
- Réalisation et scénario : Todd Komarnicki
- Musique : Antonio Pinto et Gabriel Ferreira
- Décors : John Beard
- Costumes : Chouchane Tcherpachian
- Photographie : John Mathieson
- Montage : Blu Murray
- Production : Camille Kampouris, Emmanuel Kampouris, Chloe Kassis-Crowe, Todd Komarnicki, Mark O'Sullivan et John B. Scanlon

Producteurs délégués : Richard Caleel, Vivienne De Courcy, John Hubbard, Ros Hubbard, Sarada McDermott, Lars P. Winther
- Sociétés de production : Crow's Nest Productions, Fontana, In Plain Sight Group et Guy Walks into a Bar Productions
- Sociétés de distribution : Angel Studios, Saje distribution (France)
- Budget : N/A
- Pays de production :  Irlande,  Belgique
- Langue originale : anglais
- Format : couleur
- Genre : drame historique et biographique, espionnage
- Durée : 132 minutes
- Dates de sortie[2] :
  - États-Unis : 22 novembre 2024
  - France : 22 janvier 2025[3]
- Classification[4] :
  - États-Unis : PG-13

## Distribution
- Jonas Dassler : Dietrich Bonhoeffer
- August Diehl : Martin Niemöller
- David Jonsson : Frank Fisher
- Flula Borg : Hans von Dohnanyi
- Moritz Bleibtreu : Karl Bonhoeffer (en)
- William Robinson : Eberhard Bethge
- Clarke Peters : le révérend Adam Clayton Powell Sr.
- Patrick Mölleken : Walter Bonhoeffer
- Tim Hudson : Winston Churchill
- Marc Bessant : Adolf Hitler
- John Keogh : Pr Fosdick
- Jean-Michel Vovk : un prisonnier
- Jacky Nercessian : un pasteur

## Production

### Genèse et développement
En 2018, Todd Komarnicki évoque le projet, alors intitulé God's Spy, qu'il décrit comme « une histoire profonde et assez méconnue d'héroïsme de la Seconde Guerre mondiale. »
En janvier 2023, Jonas Dassler est confirmé dans le rôle de Dietrich Bonhoeffer, alors que Flula Borg, David Jonsson, August Diehl, Moritz Bleibtreu et Patrick Mölleken sont également annoncés. La production est assurée par In Plain Sight Group, Crow's Nest Productions, Fontana et la société de Todd Komarnicki, Guy Walks Into A Bar Productions,.

### Tournage
Le tournage se déroule en Irlande notamment à Limerick, dans le comté de Clare, le comté de Tipperary ou encore dans la cathédrale Saint-Finbarr de Cork,.
Les prises de vues se déroulent également en Belgique : à Bruxelles, Liège et Spa. Selon Variety, le tournage s'achève en mars 2023.

## Sortie et accueil
En novembre 2023, Angel Studios (en) acquiert les droits de distribution mondiaux du film, alors rebaptisé Bonhoeffer (le titre de travail était God's Spy). Il sort aux États-Unis le 22 novembre 2024.